# Fondation Estonie ouverte
La fondation Estonie ouverte (en estonien : Avatud Eesti Fond, en anglais : Open Estonia Fund, sigle : OEF) est une fondation créée en 1990 par George Soros avec l'objectif de soutenir le développement d'une société ouverte en Estonie et de faciliter l'intégration des non-Estoniens,,.
La fondation a été dirigée notamment par Katrin Saks à la fin des années 1990 puis à nouveau, après son passage au sein du gouvernement de Mart Laar, dans les années 2000. Elle y a fait ses premiers pas dans la vie publique.